# Лагуна Бич (Флорида)
Лагуна Бич (енгл. Laguna Beach) је пописом одређено насељено место у америчкој савезној држави Флорида.

## Демографија
По попису из 2010. године број становника је 3.932, што је 1.023 (35,2%) становника више него 2000. године.
| Група             | 2000.         | 2010.         |
| Белци             | 2.744 (94,3%) | 3.486 (88,7%) |
| Афроамериканци    | 24 (0,8%)     | 44 (1,1%)     |
| Азијати           | 39 (1,3%)     | 30 (0,8%)     |
| Хиспаноамериканци | 25 (0,9%)     | 228 (5,8%)    |
| Укупно            | 2.909         | 3.932         |